# Marika Zanardi
Marika Zanardi (Cavezzo, 15 giugno 1981) è un'ex cestista italiana.

## Carriera
Dopo aver disputato l'intero settore giovanile con la maglia del Cavezzo sua città natale, esordisce in Prima Squadra nella stagione agonistica 2000-2001 in serie A2 con la maglia dell'Udine e nell'aprile del 2001 gioca a Caserta l'All Star Game di serie A2.
Dal 2001 al 2003 gioca in serie A2 con Reggio Emilia conquistando nel 2003 la promozione in serie A1.
Nel 2002 con la maglia della Juvenilia Reggio Emilia al PalaCUS di Cagliari prende parte all'All Star Game di serie A2 del quale viene eletta MVP della gara.
Nella stagione 2003-04 ha giocato in Calabria a Rende con cui ha disputato l'All Star Game di serie A2 giocatosi a Bolzano il 15 maggio 2004.
Nel 2004 va a giocare in Toscana con Siena in serie A2.
Nel maggio 2005 ha preso parte all'All Star Game di serie A2 tenutosi al Palazzetto dello sport di Grado in provincia di Gorizia.
Nel luglio del 2005 passa in Lombardia al Broni.
Nel giugno del 2006 ha giocato nel Nuovo Palasport di Pomezia l'All Star Game di serie A2.
Durante l'estate del 2006 passa in Campania al Pozzuoli restando sempre in serie A2, ottiene la promozione in serie A1 e ci resta sino al gennaio del 2008 quando si trasferisce all'Umbertide con cui viene promossa in serie A1.
La stagione 2008-09 la trascorre in Toscana con la maglia del Pontedera in serie A2 con cui ottiene sia la Coppa Italia di serie A2 che la promozione in serie A1.
Poi nel 2009-10 gioca con le marchigiane del Porto San Giorgio e nel 2010-2011 a Battipaglia in Campania, in entrambi i casi sempre in serie A2.
Il campionato 2011-12 lo gioca sempre in serie A2 con la maglia della Vassalli Vigarano in Emilia Romagna con cui vince la finale dei playoff ottenendo la promozione in serie A1.
Nell'estate del 2012 approda in Sardegna alla Mercede Alghero.

## Curiosità
- Alla Mercede ha ritrovato Alejandra Chesta con cui ha giocato dal 2006 al 2008 a Pozzuoli e nel 2010-11 a Battipaglia.
- Ha giocato due campionati di fila soltanto a Reggio Emilia con la Juvenilia (2001-2003) e ad Alghero con la Mercede (2012-2014).
- In 13 stagioni sino ad ora disputate, ha disputato ben 10 volte i playoff promozione e mai è retrocessa né ha partecipato ai playout salvezza.
- Ha disputato 5 edizioni dell'All Star Game di serie A2 ed ottenuto altrettante promozioni dalla serie A2 alla serie A1.
- Dal 2000 ad oggi, da quando cioè è diventata professionista, ha sino ad ora giocato in 12 città (e squadre) diverse, in 9 regioni differenti.
- Dal 2010 ad oggi ha giocato con Sara Farris 4 stagioni di fila a Battipaglia, Vigarano Mainarda ed Alghero.

## Palmarès
- Promozioni in Serie A1 (pallacanestro femminile): 5

Juvenilia Reggio Emilia: 2002-03
Pallacanestro Pozzuoli: 2006-07
Basket Club Fratta Umbertide: 2007-08
Castellani Pontedera: 2008-09
Pallacanestro Vigarano: 2011-12
- Coppa Italia di Serie A2 di pallacanestro femminile: 1

Castellani Pontedera: 2008-09